# La Ventana, Chamula
La Ventana är en ort i Mexiko.   Den ligger i kommunen Chamula och delstaten Chiapas, i den sydöstra delen av landet, 700 km öster om huvudstaden Mexico City. La Ventana ligger 2 338 meter över havet och antalet invånare är 557.
Terrängen runt La Ventana är kuperad. Runt La Ventana är det tätbefolkat, med 550 invånare per kvadratkilometer. Närmaste större samhälle är San Cristóbal de las Casas, 6,9 km sydost om La Ventana. I omgivningarna runt La Ventana växer huvudsakligen savannskog.